# George French Angas
Pour les articles homonymes, voir French et Angas.
George French Angas est un illustrateur et un naturaliste britannique, né le 25 avril 1822 à Newcastle upon Tyne et mort le 4 octobre 1886 à Londres.

## Biographie
Il est le fils aîné de George Fife Angas (1789-1879), figure importante de la colonie britannique en Australie-Méridionale. Il étudie la lithographie et le dessin anatomique. Il part en 1843 en Australie-Méridionale où il accompagne le gouverneur Sir George Grey (1812-1898) dans ses expéditions à travers le pays et où il dessine les paysages, les aborigènes, la flore et la faune. Il revient en Grande-Bretagne en 1846 où il fait paraître ses dessins accompagnés par d’autres faits en Nouvelle-Zélande sous le titre de Savage life and scenes in Australia and New Zealand: being an artist's impressions of countries and people at the Antipodes. Il retourne en Australie-Méridionale en 1849 où il devient le secrétaire de l’Australian Museum du 30 octobre 1853 au 1er mars 1860. Il retourne en Grande-Bretagne en 1861.
Plusieurs espèces lui ont été dédiées, principalement des mollusques et d’autres invertébrés. Il est aussi l'auteur de :
- A Ramble in Malta and Sicily, in the autumn of 1841 ... Illustrated with sketches taken on the spot, and drawn on stone by the author (Smith, Elder & Co., Londres, 1842).
- The New Zealanders illustrated (Thomas M'Lean, Londres, 1847.
- The Kafirs Illustrated in a series of drawings taken among the Amazulu, Amaponda and Amakosa tribes; also, portraits of the Hottentot, Malay, Fingo and other races ... together with sketches of landscape scenery, etc. (J. Hogarth, Londres 1849).
- Views of the Gold Regions of Australia (J. Hogarth, Londres, 1851).
- Australia; a popular account. With the history of its colonization, etc. (S.P.C.K., Londres, 1865).
- Polynesia; a popular description of the physical features, inhabitants, natural history, and productions of the islands of the Pacific, etc. (S.P.C.K., Londres, 1866).
- The Wreck of the Admella, and other poems (Sampson Low & Co., Londres, 1873).

## Source
- Anthony Musgrave (1932). Bibliography of Australian Entomology, 1775-1930, with biographical notes on authors and collectors, Royal Zoological Society of New South Wales (Sydney) : VIII-380 p.